# Dositheos von Jerusalem
Dositheos (mittelgriechisch Δοσίθεος από Ιεροσολύμων; † nach 1191) war orthodoxer Patriarch von Jerusalem (vor 1187–1189) und Patriarch von Konstantinopel (1189–1191).

## Leben
Dositheos wurde vor 1187 Patriarch von Jerusalem. Er war geistlicher Vertrauter von Kaiser Isaak II. Angelos. 
Im Februar 1189 wurde er erstmals Patriarch von Konstantinopel. Nach 9 Tagen musste er das Amt allerdings wieder aufgeben. Nachfolger wurde Leontios Theotokites. Nicht vor Ende September/Anfang Oktober 1189 wurde er erneut zum Patriarchen von Konstantinopel ernannt. Patriarch Theodosios IV. von Antiochia und andere Vertreter des Klerus beanstandeten die Wahl als nicht nach kanonischem Recht erfolgt. Dositheos musste am 10. September 1191 sein Amt aufgeben und kehrte nach Jerusalem zurück.
Sein genaues Todesjahr ist unbekannt.